# Мертве місто Корад
«Мертве місто Корад» (ісп. La ciudad muerta de Korad) — науково-фантастична поетична збірка кубинського письменника Оскара Уртадо, видана в 1964 році.

## Сюжет
«Мертве місто Корад». Це вірші, які наповнені інтертекстуальними посиланнями на марсіанські саги Едгара Райса Берроуза, романи Конана Дойля про Шерлока Холмса, народні дитячі казки, Іліаду та інші твори.
Ця збірка стоїть окремішньо завдяки віршованій формі та гумористичному змісту, характерного для майже всієї кубинської наукової фантастики (наприклад, фантастична книга «Оаджа» Ф. Монда, серед багатьох інших).
«Мертве місто Корад» вважається другою науково-фантастичною поемою у світі, продовження першої подібної поеми «Корадська місія», вперше опублікована з нагоди спільної космічної місії СРСР-Куба, в яку полетів перший космонавт Латинської Америки, Арнальдо Тамайо.
Ця збірка віршів була зібрана в антології «Папери з Валенсії на Місяці», разом з іншими віршами та оповіданнями автора, у посмертному виданні, опублікованому в 1983 році, під редакцією та зі вступом кубинської письменниці Даїни Чав'яно.
«Мертве місто Корад» стало однією з перших книг з наукової фантастики на Кубі, разом зі збіркою оповідань «Куди йдуть цефаломи?» Анхеля Аранго та романом «Фантастична книга Оаджа» Мігеля Коллазо.